# Marcus Flavius Vitellius Seleucus
Pour les articles homonymes, voir Séleucos.
Marcus Flavius Vitellius Seleucus est un homme politique romain du IIIe siècle.
D'après des diplômes militaires romains,,, Seleucus est consul avec Caius Vetius Gratus Sabinianus sous Héliogabale, en 221. Il pourrait être le dénommé Seleucus, usurpateur romain la même année, d'après Polemius Silvius.